# Cantonul Olonzac
Cantonul Olonzac este un canton din arondismentul Béziers, departamentul Hérault, regiunea Languedoc-Roussillon, Franța.

## Comune
- Aigne
- Azillanet
- Beaufort
- Cassagnoles
- La Caunette
- Cesseras
- Félines-Minervois
- Ferrals-les-Montagnes
- La Livinière
- Minerve
- Olonzac (reședință)
- Oupia
- Siran